# Kraussia floribunda
Kraussia floribunda är en måreväxtart som beskrevs av William Henry Harvey. Kraussia floribunda ingår i släktet Kraussia och familjen måreväxter. Inga underarter finns listade i Catalogue of Life.